# 巴布卡 (沃洛季米列齊區)
51°23′6″N 25°53′32″E / 51.38500°N 25.89222°E
巴布卡（烏克蘭語：Бабка），是烏克蘭西北部的村莊，隸屬里夫內州的瓦拉什區。該村始建於1403年，面積16.8平方公里，海拔高度157米，2001年人口288，人口密度每平方公里17.1人。